# Halszka Osmólska
Halszka Osmólska (15 de septiembre de 1930 – 31 de marzo de 2008) fue una paleontóloga polaca especializada en dinosaurios de Mongolia.

## Biografía
Nació en 1930 en Poznań, Polonia, se graduó en 1952 en las facultades de Biología y Geología de la Universidad Adam Mickiewicz de Poznań. Fue miembro de las expediciones polacas-mongolas al desierto de Gobi en 1965 y 1970, y se centró principalmente en la investigación de los ecosistemas locales del Cretácico Superior donde descubrió varias especies nuevas de dinosaurios y mamíferos. La mayoría de sus obras de dinosaurios de Mongolia las realizó conjuntamente con Teresa Maryańska.
Durante los años 1975-1992 fue editora del Acta Palaeontologica Polonica. Sus otros trabajos incluyó discusiones sobre la paleobiología de los hadrosáuridos y coedición de las dos ediciones de The Dinosauria. A partir de 2004, se afilió al Instytut Paleobiologii de la Academia de Ciencias de Polonia.
En reconocimiento a su trabajo científico– fue receptora de varios premios incluyendo la Cruz del Mérito de Polonia.

## Dinosaurios identificados por Osmólska
Entre los dinosaurios que describió están:
- Elmisaurus (y Elmisauridae (1981),
- Hulsanpes (1982)
- Borogovia (1987)
- Bagaraatan (1996)
- Homalocephale (con Maryańska, 1974)
- Prenocephale (con Maryańska, 1974)
- Tylocephale (con Maryańska, 1974)
- Pachycephalosauria) (con Maryańska, 1974)
- Bagaceratops (con Maryańska, 1975)
- Barsboldia (con Maryańska, 1981)
- Goyocephale (con Maryańska y Altangerel Perle, 1982)
- Deinocheirus (con Ewa Roniewicz, 1967)
- Gallimimus (con Roniewicz y Rinchen Barsbold, 1972)[1]
- Tochisaurus (con Kurzanov, 1991)
- Nomingia (con varios autores, 2000).

## Publicaciones
- H. Osmólska & E. Roniewicz (1970). Deinocheiridae, a new family of theropod dinosaurs. Palaeontologica Polonica 21:5-19.

- H. Osmólska, E. Roniewicz, and R. Barsbold (1972). A new dinosaur, Gallimimus bullatus n. gen., n. sp. (Ornithomimidae) from the Upper Cretaceous of Mongolia. Palaeontologia Polonica 27:103-143.

- H. Osmólska (1972). Preliminary note on a crocodilian from the Upper Cretaceous of Mongolia. Palaeontologia Polonica 27:43-47.

- T. Maryańska and H. Osmólska (1974). Pachycephalosauria, a new suborder of ornithischian dinosaurs. Palaeontologia Polonica 30:45-102.

- T. Maryańska and H. Osmólska (1975). Protoceratopsidae (Dinosauria) of Asia. Palaeontologica Polonica 33:133-181.

- H. Osmólska (1976). New light on the skull anatomy and systematic position of Oviraptor. Nature 262:683-684.

- H. Osmólska (1981). Coossified tarsometatarsi in theropod dinosaurs and their bearing on the problem of bird origins. Palaeontologica Polonica 42:79-95.

- T. Maryańska and H. Osmólska (1981). First lambeosaurine dinosaur from the Nemegt Formation, Upper Cretaceous, Mongolia. Acta Palaeontologica Polonica 26(3-1):243-255.

- T. Maryańska and H. Osmólska (1981). Cranial anatomy of Saurolophus angustirostris with comments on the Asian Hadrosauridae (Dinosauria). Palaeontologia Polonica 42:5-24.

- H. Osmólska (1982). Hulsanpes perlei n.g. n.sp. (Deinonychosauria, Saurischia, Dinosauria) from the Upper Cretaceous Barun Goyot Formation of Mongolia. Neues Jahrbuch für Geologie und Paläontologie Monatshefte 1982(7):440-448.

- A. Perle, T. Maryańska, and H. Osmólska (1982). Goyocephale lattimorei gen. et sp. n., a new flat-headed pachycephalosaur (Ornithischia, Dinosauria) from the Upper Cretaceous of Mongolia. Acta Palaeontologica Polonica 27(1-4):115-127.

- T. Maryańska and H. Osmólska (1984). Postcranial anatomy of Saurolophus angustirostris with comments on other hadrosaurs. Palaeontologia Polonica 46:119-141.

- T. Maryańska and H. Osmólska (1985). On ornithischian phylogeny. Acta Palaeontologica Polonica 30(3-4):137-149.

- H. Osmólska (1987). Borogovia gracilicrus gen. et sp. n., a new troodontid dinosaur from the Late Cretaceous of Mongolia. Acta Palaeontologica Polonica 32(1-2):133-150.

- R. Barsbold, H. Osmólska, and S.M. Kurzanov (1987). On a new troodontid (Dinosauria, Theropoda) from the Early Cretaceous of Mongolia. Acta Palaeontologica Polonica 32(1-2):121-132.

- S. M. Kurzanov and H. Osmólska (1991). Tochisaurus nemegtensis gen. et sp. n., a new troodontid dinosaur (Dinosauria, Theropoda) from Mongolia. Acta Palaeontologica Polonica 36(1):69-76.

- H. Osmólska (1996). An unusual theropod dinosaur from the Late Cretaceous Nemegt Formation of Mongolia. Acta Palaeontologica Polonica 41(1):1-38.

- R. Barsbold and H. Osmólska (1999). The skull of Velociraptor (Theropoda) from the Late Cretaceous of Mongolia. Acta Palaeontologica Polonica 44(2):189-219.

- R. Barsbold, H. Osmólska, M. Watabe, P.J. Currie, and K. Tsogtbaatar (2000). A new oviraptorosaur (Dinosauria, Theropoda) from Mongolia: the first dinosaur with a pygostyle. Acta Palaeontologica Polonica 45(2):97-106.

- T. Maryańska, H. Osmólska, and M. Wolsan (2002). Avialan status for Oviraptorosauria. Acta Palaeontologica Polonica 47(1):97-116.

- H. Osmólska, P.J. Currie, and R. Barsbold (2004). Oviraptorosauria. In: D.B. Weishampel, P. Dodson, and H. Osmólska (eds.), The Dinosauria (segunda edición). University of California Press, Berkeley 165-183.

## Honores
Epónimos
Es reconocida por su trabajo en los nombres del ovirraptórido mongol Citipati osmolskae, el dromeosáurido chino Velociraptor osmolskae, el reptil arcosauriforme Osmolskina czatkowicensis y el lagomorfo del Plioceno Prolagus osmolskae.

## Abreviatura (zoología)
La abreviatura Osmólska  se emplea para indicar a Halszka Osmólska como autoridad en la descripción y taxonomía en zoología.